# 아일랜드베이 유나이티드 AFC
아일랜드 베이 유나이티드 AFC(Island Bay United Association Football Club)는 뉴질랜드 웰링턴의 아일랜드베이 남쪽 교외에 있는 축구단이다.  1931년 웰링턴 테크니컬 칼리지 올드 베이스라는 이름으로 설립되었다가 1966년에 이름이 현재의 이름으로 변경되었다.  현재 캐피털 프리미어에 소속되어 있다.
이 클럽은 또한 뉴질랜드 최고의 녹아웃 토너먼트인 채텀 컵에 2003년과 2014에 채텀컵 8강에 진출했다.